# Dacodraco hunteri
Dacodraco hunteri – gatunek głębinowej ryby z rodziny bielankowatych, jedyny przedstawiciel rodzaju Dacodraco. Bez znaczenia gospodarczego.

## Występowanie
Zimne wody półkuli południowej, na głębokości 300-800 metrów.

## Opis
Osiąga do 29 cm długości.